# Донецький державний цирк «Космос»
47°59′23″ пн. ш. 37°47′28″ сх. д. / 47.9898° пн. ш. 37.7910° сх. д.

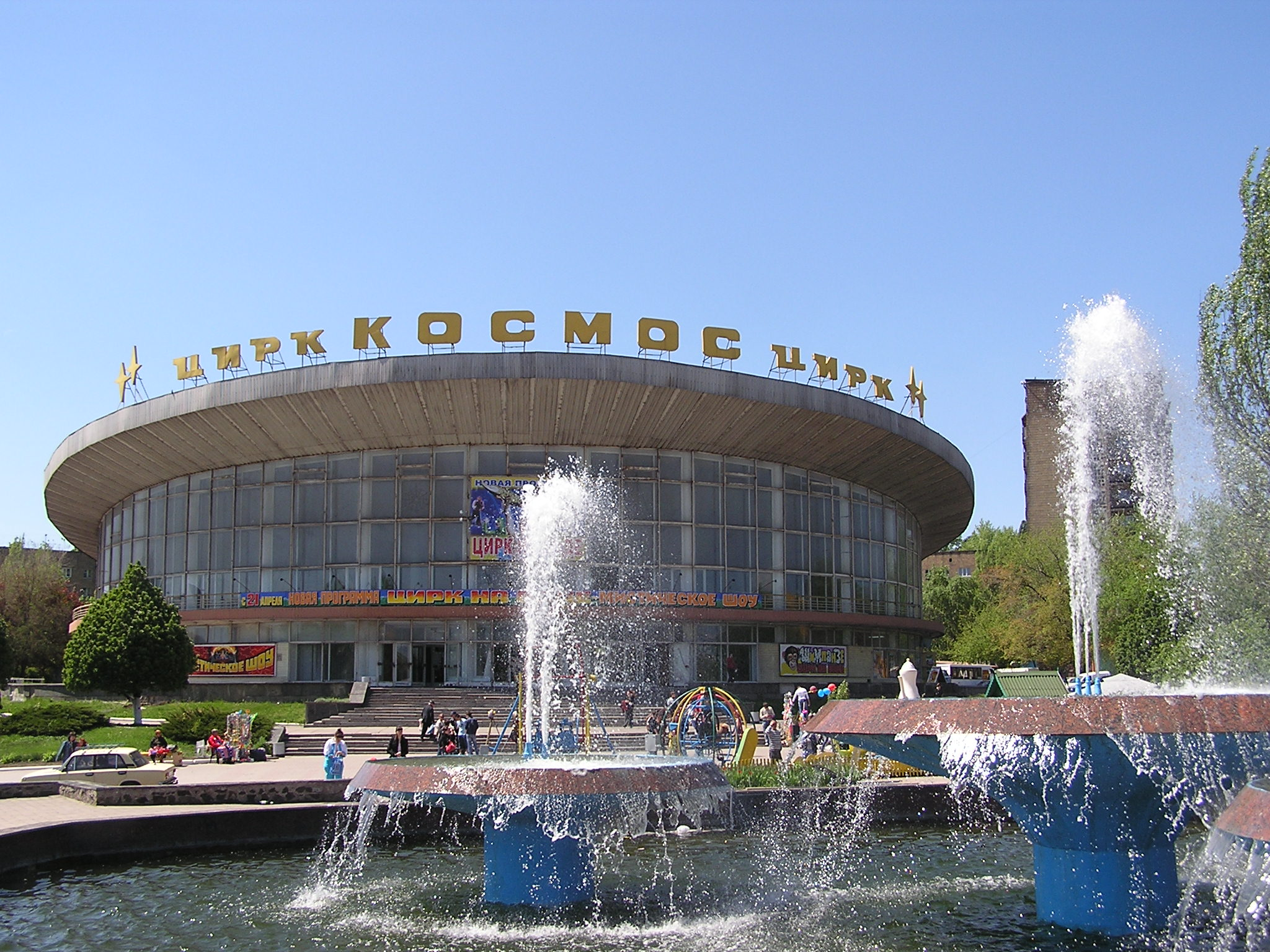
Донецький цирк

Донецький державний цирк «Космос» — театрально-видовищний заклад культури у Ленінському районі Донецька, підпорядкований Міністерству культури і туризму України.
Основні напрямки діяльності цирку — обслуговування населення послугами циркового мистецтва та збереження традицій, підготовка нових та вдосконалення діючих циркових номерів, організація мистецьких фестивалів, конкурсів, оглядів, театрально-концертних програм та інше.

## Історія цирку
До революції в місті вистави давали тільки приїжджі циркові колективи. Балагани з акторами, що приїхали повеселити жителів Юзівки, зупинялися у Скоморошиній балці (зараз парк імені Щербакова). Наприкінці 80-х років 19 століття на площі поряд з базаром і Юзівському заводі з'явилася дерев'яна будівля цирку. У цій будівлі, крім звичайних циркових вистав ставилися аматорські вистави української трупи, яка гастролювала . 
У 1925 році в Сталіно з'явився свій стаціонарний цирк там, де знаходився попередній. Він також був дерев'яний. Перша вистава відбулася 7 січня 1926. Відкрив сезон колектив артистів «Коларт». Ще запам'ятався жителям міста він тим, що в ньому 29 червня 1927 року читав свої вірші Володимир Маяковський.
У 1933 році цирк перемістився в сусіднє місто — Макіївку. І тривалий час у місті ставили вистави приїжджі артисти, споруджуючи для цього тимчасові намети.
Сучасна будівля Донецького цирку була побудована трестом «Донецькміськбуд» за типовим проектом, розробленим у 1966 році московським інститутом «Діпротеатр» (архітектори С. М. Гельфер та Г. В. Напреєнко, конструктор В. Корнілов) за участю молодих інженерів з інституту «Донбасцивілпроект». Вони відмовилися від традиційних форм цирку з куполом, створили унікальну споруду найсучасніших ліній на 1850 місць. Будівля є зрізаним циліндром діаметром 60 метрів і заввишки 30 метрів. Спорудження вдало було розміщено на рельєфі і домінує в ансамблі прилеглої площі (автор прив'язки цирку і планування площі архітектор Н. І. Порхунов). У кінці 1960-х — середині 1970-х років проект цирку був реалізований ще в дев'яти великих містах колишнього СРСР, спочатку в Новосибірську (1971), а далі в Уфі, Самарі, Кривому Розі, Пермі, Луганську, Воронежі, Харкові і Брянську. З цієї "десятки" цирк в Донецьку був першим - тут цирк був відкритий 26 серпня 1969 року, напередодні ювілейних урочистостей, присвячених 100-річчю м. Донецька.

## Артисти
На арені Донецького цирку не раз виступали представники прославлених артистичних династій Дурови, Філатови, Запашни, Ольховікови, Волжанскі, Кіо, Александрови-Серж, Кантемірови, Бегбуді, Ташкенбаеви, Ходжаєви і т. д.
Тут працювали корифеї циркового манежу — Юрій Нікулін, Олег Попов, Михайло Рум'янцев, Ірина Бугрімова, Маргарита Назарова, Людмила і Володимир Шевченко, Людмила Котова і Юрій Єрмолаєв, Валерій Денисов, Олександр Корнілов, Степан Ісаакян, Віктор Тихонов, Тамерлан Нугзар, Володимир Довейко, Марина Маяцька, Неллі Касеева і багато інших.

## Керівники цирку
Директори цирку:
- М. І. Ткаченко (1969—1970гг.)
- Г. М. Глікін (1970—1996гг.) — заслужений працівник культури України, Академік Академії циркового мистецтва Росії
- З 1996 року — заслужений діяч мистецтв України, лауреат премії Українського фонду культури імені С.Прокоф'єва Ю. М. Кукузенко

Головні режисери:
- заслужений працівник культури України, Академік Академії циркового мистецтва Росії Г. М. Глікін (1970—2003 рр.)
- з 2005 року — В. В. Арванов

Головні диригенти
- С. А. Гольберг (1969—1980 рр.),
- В. Г. Волков (1980—1997 рр.),
- В. П. Рябенко (1997—2000рр, 2003—2006 рр.),
- Ю. М. Волошин (2000—2003 рр., з 2006).